# Muzică trip hop
Trip hop este un gen muzical de consum originar din orașul britanic Bristol, ce a luat naștere la începutul anilor 1990. Genul iși are rădăcinile în muzica electronică britanică combinată cu indignarea muzicii hip-hop americane din acea perioadă. Principalele caracteristici sunt stilul freeric, (...)
Pornind de la regiunea în care și-a făcut apariția, genul mai este numit Bristol sound (en. „sonoritatea Bristol”).
Pionerii genului trip hop au fost formațiile britanice Massive Attack și Portishead. Alte nume reprezentative pentru gen sunt: Tricky, Björk, Morcheeba, Zero 7 ș.a.